# Боз (Алба)
Боз (рум. Boz) насеље је у Румунији у округу Алба у општини Доштат. Oпштина се налази на надморској висини од 306 m.

## Становништво
Према подацима из 2002. године у насељу је живело 445 становника.

### Попис2002.
| Расподела становништва по националности 2002.‍ | Расподела становништва по националности 2002.‍ | Расподела становништва по националности 2002.‍ | Расподела становништва по националности 2002.‍ | Расподела становништва по националности 2002.‍ |
| --------------------------------------------- | --------------------------------------------- | --------------------------------------------- | --------------------------------------------- | --------------------------------------------- |
|                                               |                                               |                                               |                                               |                                               |
| Румуни                                        | Румуни                                        |                                               | 433                                           | 97,5%                                         |
| Роми                                          | Роми                                          |                                               | 5                                             | 1,1%                                          |
| Немци                                         | Немци                                         |                                               | 6                                             | 1,4%                                          |